# Steve Ellis (motociclista)
Steve Ellis es un expiloto de motociclismo británico, que compitió en el Campeonato del Mundo de Motociclismo entre 1969 hasta 1975 en las categorías de 125, 250, 350 y 500cc. Su mejor temporada fue en su año de debut cuando acabó en sexta posición en la categoría de 500cc con cuatro podios en su carrera.

## Resultados en el Campeonato del Mundo de Motociclismo
Sistema de puntuación desde 1969 hasta 1987:
| Posición | 1.º | 2.º | 3.º | 4.º | 5.º | 6.º | 7.º | 8.º | 9.º | 10.º |
| Puntos   | 15  | 12  | 10  | 8   | 6   | 5   | 4   | 3   | 2   | 1    |

(Carreras en Negrita indica pole position, Carreras en cursiva indica vuelta rápida)
| Año  | Clase | Equipo | 1       | 2       | 3       | 4       | 5       | 6      | 7       | 8       | 9       | 10      | 11      | 12      | 13    | Pts | Pos  |
| ---- | ----- | ------ | ------- | ------- | ------- | ------- | ------- | ------ | ------- | ------- | ------- | ------- | ------- | ------- | ----- | --- | ---- |
| 1969 | 500cc | Norton | ESP -   | GER -   | FRA 8   | IOM -   | NED -   | BEL -  | DDR 3   | CZE -   | FIN 8   | ULS -   | NAT -   | YUG 3   |       | 26  | 6.º  |
| 1970 | 125cc | Yamaha | GER -   | FRA -   | YUG -   | IOM -   | NED -   | BEL 11 | DDR -   | CZE -   | FIN -   | ULS -   | NAT -   | ESP -   |       | 0   | -    |
| 1970 | 350cc | Norton | GER Ret |         | YUG -   | IOM -   | NED -   |        | DDR -   | CZE -   | FIN -   | ULS -   | NAT -   | ESP -   |       | 0   | -    |
| 1970 | 500cc | LinTo  | GER Ret | FRA Ret | YUG 14  | IOM -   | NED DNQ | BEL 10 | DDR Ret |         | FIN 7   | ULS -   | NAT -   | ESP -   |       | 5   | 35.º |
| 1971 | 250cc | Yamaha | AUT 10  | ALE 14  | IDM -   | NED -   | BEL -   | RDA -  | CHE -   | SUE -   | FIN -   | ULS -   | NAC -   | ESP -   |       | 1   | 44.º |
| 1971 | 350cc | Yamaha | AUT 3   | ALE -   | IDM -   | NED Ret |         | RDA -  | CHE -   | SUE -   | FIN -   | ULS -   | NAC -   | ESP -   |       | 10  | 22.º |
| 1971 | 500cc | Yamaha | AUT -   | ALE -   | IDM -   | NED -   | BEL -   | RDA -  |         | SUE Ret | FIN -   | ULS -   | NAC -   | ESP -   |       | 0   | -    |
| 1972 | 500cc | Yamaha | GER -   | FRA 12  | AUT -   | NAT -   | IOM -   | YUG -  | NED -   | BEL -   | DDR -   | CZE -   | SWE -   | FIN Ret | ESP - | 0   | -    |
| 1973 | 250cc | -      | FRA -   | AUT -   | GER -   | NAT -   | IOM -   | YUG -  | NED -   | BEL -   | CZE -   | SWE -   | FIN -   | ESP Ret |       | 0   | -    |
| 1973 | 350cc | Yamaha | FRA -   | AUT -   | GER -   | NAT -   | IOM -   | YUG -  | NED DNQ |         | CZE -   | SWE -   | FIN Ret | ESP -   |       | 0   | -    |
| 1973 | 500cc | Yamaha | FRA -   | AUT -   | GER -   | NAT -   | IOM -   | YUG 2  | NED -   | BEL Ret | CZE Ret | SWE Ret | FIN Ret | ESP Ret |       | 12  | 16.º |
| 1975 | 350cc | Yamaha | FRA -   | ESP -   | AUT -   | GER -   | NAT -   | IOM -  | NED -   |         |         | FIN Ret | CZE -   | YUG -   |       | 0   | -    |
| 1975 | 500cc | Yamaha | FRA 14  |         | AUT Ret | GER Ret | NAT -   | IOM -  | NED 16  | BEL -   | SWE DNQ | FIN 5   | CZE -   |         |       | 6   | 22.º |